# Detachering
Detachering is het uitlenen van werknemers aan een derde partij.
Een detacheringsbureau verschilt van een uitzendbureau daarin dat een detacheerder alleen maar mensen in eigen dienst heeft. Een uitzendbureau heeft zowel mensen in dienst als mensen die tijdelijk worden uitgezonden.

## Veiligheid
Op veiligheidsgebied is er ook een fundamenteel verschil: bij uitzenden worden de verantwoordelijkheden praktisch overgedragen aan de inlener waarbij het uitzendbureau alleen de basisvoorlichting dient te geven. Dat is geregeld in de 'VeiligheidsChecklist Uitzendorganisaties' (VCU).
Bij detacheren zijn beide partijen verantwoordelijk voor de veiligheid wat wil zeggen dat zij hun zaken beide in orde dienen te hebben, zoals geregeld in de 'Veiligheid, gezondheid en milieu Checklist Aannemers' (VCA).  

## Sociale werkplaats
De sociale werkplaats detacheert soms ook mensen bij gewone bedrijven, in een poging ze weer in de reguliere maatschappij aan het werk te krijgen.

## Belastingen
Zowel bij detacheren als bij uitzenden kan de inlenende partij aansprakelijk worden gesteld voor af te dragen belastingen en premies. Dit is in de invorderingswet 1990 geregeld. Dit risico heet ketenaansprakelijkheid.

## Situatie in België
Op juridisch vlak wordt detachering in België gekwalificeerd als "terbeschikkingstelling van werknemers", op basis van de wet van 24 juli 1987, nadien herhaaldelijk gewijzigd.
Het artikel 31 § 1, 1ste lid van de wet van 1987 bepaalt dat de terbeschikkingstelling van werknemers verboden is. Dit is een verbod op elke activiteit door natuurlijk of rechtspersoon om werknemers die bij hen tewerkgesteld zijn ter beschikking te stellen aan derden die deze werknemers gebruiken en over deze werknemers het gezag uitoefenen dat gebruikelijk aan de werkgever toekomt.
Het verbod op terbeschikkingstelling van personeel werd getemperd door de wet van 12 augustus 2000. Zij voegde een 2de lid toe aan artikel 31 § 1 van de wet van 1987. Dit lid bepaalt dat de volgende situaties geen uitoefening van gezag betreffen: (i) het naleven van de verplichtingen betreffende het welzijn op het werk en (ii) instructies door de derde-gebruiker inzake arbeids‐ en rusttijden als inzake de uitvoering van het overeengekomen werk.
In het kader van de strijd tegen de sociale fraude werd terbeschikkingstelling van werknemers opnieuw sterk bemoeilijkt door de programmawet van 27 december 2012. Deze trad op 10 januari 2013 in werking.
Uit onderzoek in 2022 van de Universiteit Antwerpen bleek het aandeel van de werknemers die via detachering in België werkten, en afkomstig van buiten de Europese Unie, in 2016 op 4 procent lag, en in 2020 op 15 procent. In de praktijk waren dus vele duizenden Brazilianen, Oekraïners, Bosniërs en Wit-Russen legaal in België aan het werk.  .